# Élections législatives belges de 1900
Les élections législatives de 1900 ont eu lieu le 27 mai. Il s'agit des premières élections à la proportionnelle, soit au nombre de voix recueillies par chaque parti par (groupe d') arrondissement(s) administratif(s). 
Pour leur renouvellement partiel bisannuel, les provinces formeront deux séries : la première contient celles du Brabant, d'Anvers, de Flandre occidentale, de Namur et du Luxembourg ; la seconde les quatre autres provinces.
Pour être éligible au Sénat, il faut avoir 40 ans, payer le cens de 1 200 francs d'impôts directs ou jouir d'un revenu cadastral de 12 000 francs minimum; pour la Chambre il faut seulement avoir 25 ans.
Pour être électeur, il faut être du sexe masculin, avoir au moins 25 ans, être domicilié depuis minimum un an dans la même commune. Une voix supplémentaire est accordée au :
- père de famille de 35 ans minimum, occupant une habitation représentant 5 francs d'impôt personnel au moins ;
- propriétaire d'un immeuble valant 20 000 francs ou d'une rente de 1 000 francs.

Les porteurs d'un diplôme fin d'humanités ou supérieur disposent de deux voix supplémentaires. Un électeur ne peut cumuler que 3 voix maximum.
Ces élections ont offert une majorité absolue au Parti catholique, tant à la Chambre des représentants qu'au Sénat.

## Résultats
|       |                     |                           |                           |                           |           |       |        |  |
| Parti | Parti               | Chambre des représentants | Chambre des représentants | Chambre des représentants | Sénat     | Sénat | Sénat  |  |
| Parti | Parti               | Voix                      | %                         | Sièges                    | Voix      | %     | Sièges |  |
|       | Parti catholique    | 993 945                   | 48,5                      | 86 (-26)                  | 911 262   | 52,8  | 44     |  |
|       | Parti libéral       | 464 959                   | 22,7                      | 31 (+18)                  | 565 767   | 32,8  | 23     |  |
|       | Parti ouvrier belge | 461 295                   | 22,5                      | 32 (+5)                   | 119 000   | 6,9   | 4      |  |
|       | Autres              | 130 715                   | 6,3                       | 3                         | 129 636   | 7,5   | 5      |  |
|       | Blancs et nuls      | 83 417                    |                           |                           |           |       |        |  |
| Total | Total               | 2 134 331                 | 100                       | 152                       | 1 725 665 | 100   | 76     |  |